# All of Me (film, 1934)
Pour les articles homonymes, voir All of Me.
Pour plus de détails, voir Fiche technique et Distribution.
All of Me est un film américain réalisé par James Flood, sorti en 1934.

## Synopsis
Un professeur fatigué de la direction que prend sa vie, déménage vers l'ouest mais sa petite amie ne comprend pas pourquoi il est si mécontent...

## Fiche technique
- Titre : All of Me
- Réalisation : James Flood
- Scénario : Sidney Buchman et Thomas Mitchell d'après la pièce Chrysalis de Rose Porter (en)
- Photographie : Victor Milner
- Art dir : Hans Dreier et Bernard Herzbrun
- Montage : Otho Lovering
- Costume : Travis Banton
- Producteur : Louis D. Lighton
- Société de production : Paramount Pictures
- Pays de production : États-Unis
- Format : Noir et blanc - 1,37:1 - Mono
- Durée : 70 minutes
- Date de sortie : 1934

## Distribution
- Fredric March : Don Ellis
- Miriam Hopkins : Lydia Darrow
- George Raft : Honey Rogers
- Helen Mack : Eve Haron
- Nella Walker : Mrs. Darrow
- William Collier Sr. : Jerry Helman
- Gilbert Emery : The Dean
- Blanche Friderici : Miss Haskell
- Kitty Kelly : Lorraine
- Harry Stubbs : le deuxième homme à Speakeasy
- Barton MacLane : first cop - non crédité
- Jason Robards Sr. : man in speakeasy - non crédité